# St. Bartholomäus (Saarwellingen-Schwarzenholz)

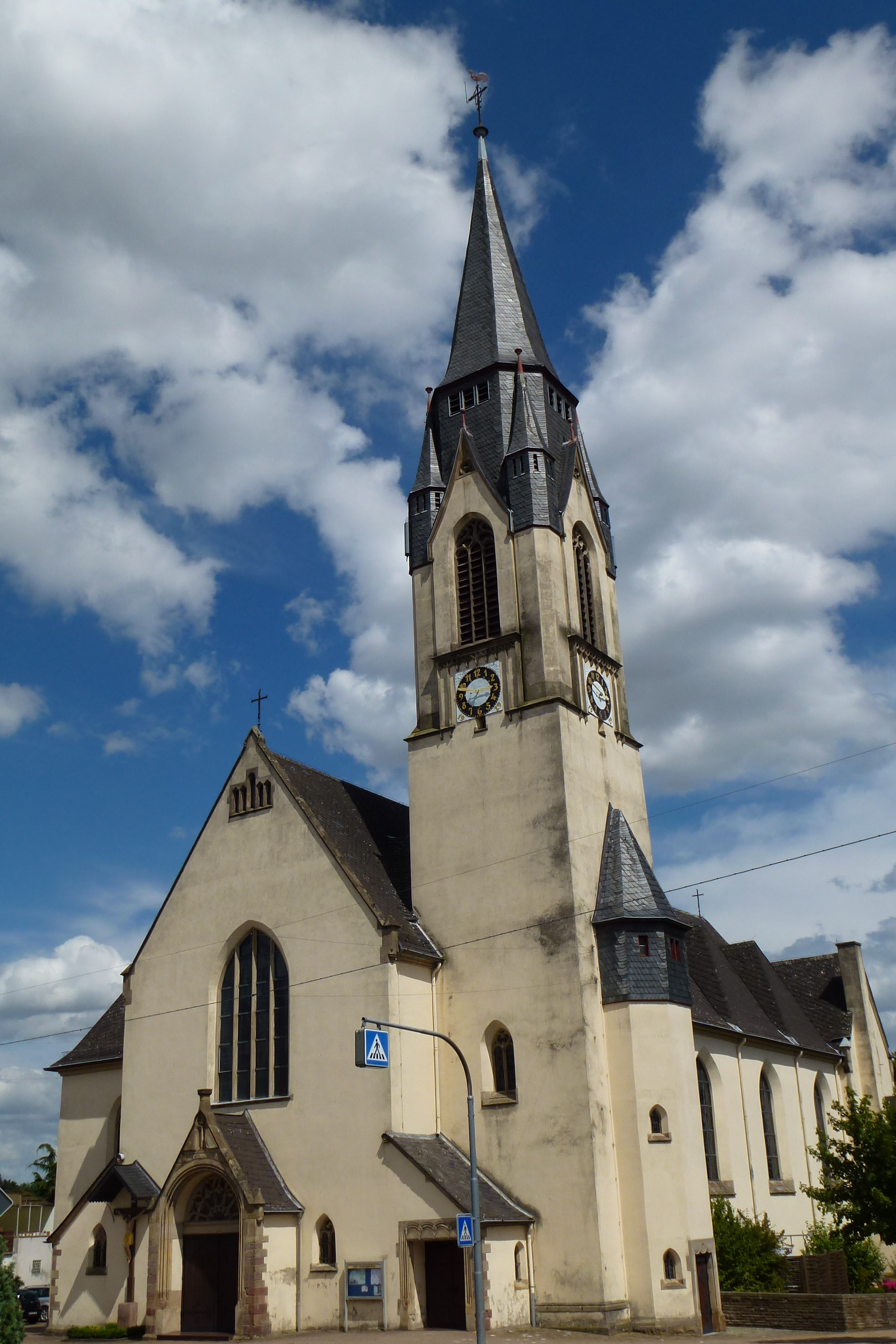
Katholische Pfarrkirche St. Bartholomäus

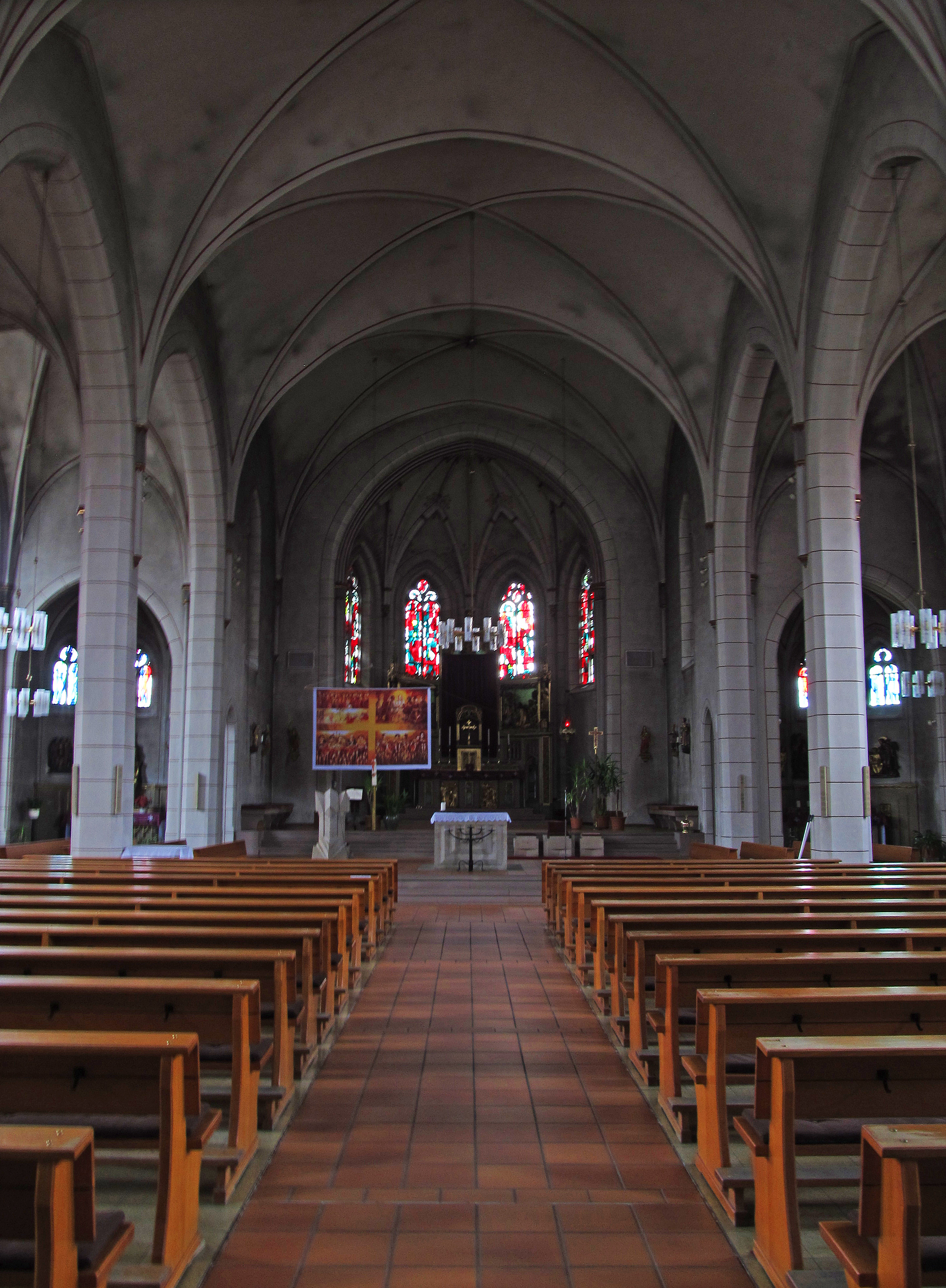
Blick ins Innere der Kirche

St. Bartholomäus ist der Name einer Pfarrei und Kirchengemeinde sowie der dazugehörigen Pfarrkirche im Saarwellinger Ortsteil Schwarzenholz. Pfarrei und Kirche gehören zum Bistum Trier. In der Denkmalliste des Saarlandes ist die Kirche als Einzeldenkmal aufgeführt.

## Pfarrei und Kirchengemeinde

### Geschichte
Die Pfarrei gehört zu den ältesten Pfarreien der Umgebung. Vogt Hugo von Hunolstein vermachte im Jahr 1235 den Zehnt und das Patronat zu Schwarzenholz dem Kloster Fraulautern.
Bedeutendste Feudalhoheit waren neben der Abtei Fraulautern die Grafen von Saarbrücken. Graf Gustav Adolf von Nassau-Saarbrücken überließ im Jahr 1664 seine Anteile an Schwarzenholz der Abtei Fraulautern. Allerdings konnte das Frauenkloster erst in einem Vergleich am 9. Mai 1765 die vollständige Landeshoheit über das Gebiet der reichsunmittelbaren Herrschaft Schwarzenholz erlangen. Die Kirche in Schwarzenholz wurde nicht immer von einem Pfarrer seelsorglich betreut. Im Jahr 1590 errichtete man eine neue Kirche.
Die dem heiligen Willibrord geweihte Pfarrkirche wurde im Dreißigjährigen Krieg zerstört und danach nicht wieder aufgebaut. Ort und Pfarrei benötigten viele Jahrzehnte, um sich von den Folgen des Krieges zu erholen. Die wiederhergestellte und im Jahre 1712 zur Pfarrkirche erhobene Katharinenkapelle wurde über ein Jahrhundert genutzt.
1821 ermöglichte der aus dem Ort stammende Pfarrer Bartholomäus Blaß durch eine Stiftung den Bau einer größeren Kirche an der Stelle seines Elternhauses. Sie trug als erste das Patrozinium des heiligen Apostels Bartholomäus.

### Heutige Situation
Seit 1994 besteht eine Seelsorgeeinheit mit der Nachbarpfarrei St. Marien (Saarwellingen-Reisbach). Dienstsitz des Pfarrers ist Saarwellingen-Schwarzenholz. Ein Subsidiar sowie ein Ruhestandsgeistlicher leben in Saarwellingen-Reisbach. Zudem gibt es eine Stelle für eine Gemeindereferentin.
Im Zuge der Umstrukturierungsmaßnahmen des Bistums Trier kooperieren die Pfarreien St. Bartholomäus und St. Marien seit 1. September 2011 mit der Pfarrei St. Blasius und Martinus im Rahmen einer Pfarreiengemeinschaft.
Zur Pfarrei St. Bartholomäus zählen etwa 3000 Katholiken, darunter auch die katholischen Bewohner des benachbarten Obersalbacher Ortsteiles Kurhof.

## Pfarrkirche
Da die alte Bartholomäuskirche aus dem Jahre 1821 durch den Bevölkerungszuwachs im Zuge der Industrialisierung für die Gemeinde zu klein geworden war, drängte sich zu Beginn des 20. Jahrhunderts der Bau einer neuen Kirche auf.
Am 14. Juni 1914 legte die Gemeinde mit ihrem Pfarrer und Dechanten Jakob Hilger den Grundstein der heutigen Pfarrkirche, einer dreischiffigen Hallenkirche mit angedeutetem Querhaus im neogotischen Stil. Der Turm wurde seitlich angebaut. Die Pläne für den Kirchenbau entwarf die Architektengemeinschaft Ludwig Becker und Anton Falkowski (Mainz). Die Kirche wurde am 16. Juni 1916 den früheren Kirchenpatronen Bartholomäus und Katharina von Alexandrien geweiht.
Da die Kirche in den letzten Kriegsmonaten des Zweiten Weltkrieges von der Wehrmacht als Waffenlager und Funkstation missbraucht wurde, geriet sie unter Beschuss der Alliierten, wodurch sie stark beschädigt wurde. Lediglich Kirchturm, Hochaltar und alter Taufstein überstanden die Angriffe unbeschadet. In der Nachkriegszeit wurde die Kirche aus eigenen Mitteln der Kirchengemeinde wieder aufgebaut. Die Pläne hierfür stammten von Architekt Toni Laub (Saarwellingen). Zu dieser Zeit feierte die Gemeinde ihre Gottesdienste im nahegelegenen Kloster der Dominikanerinnen.
Bei der letzten größere Renovierung in den 1980er Jahren gestaltete man den Innenraum nach den Vorgaben des Zweiten Vatikanischen Konzils um. Der Altar fand seinen Platz in der Vierung der Kirche.

### Orgel

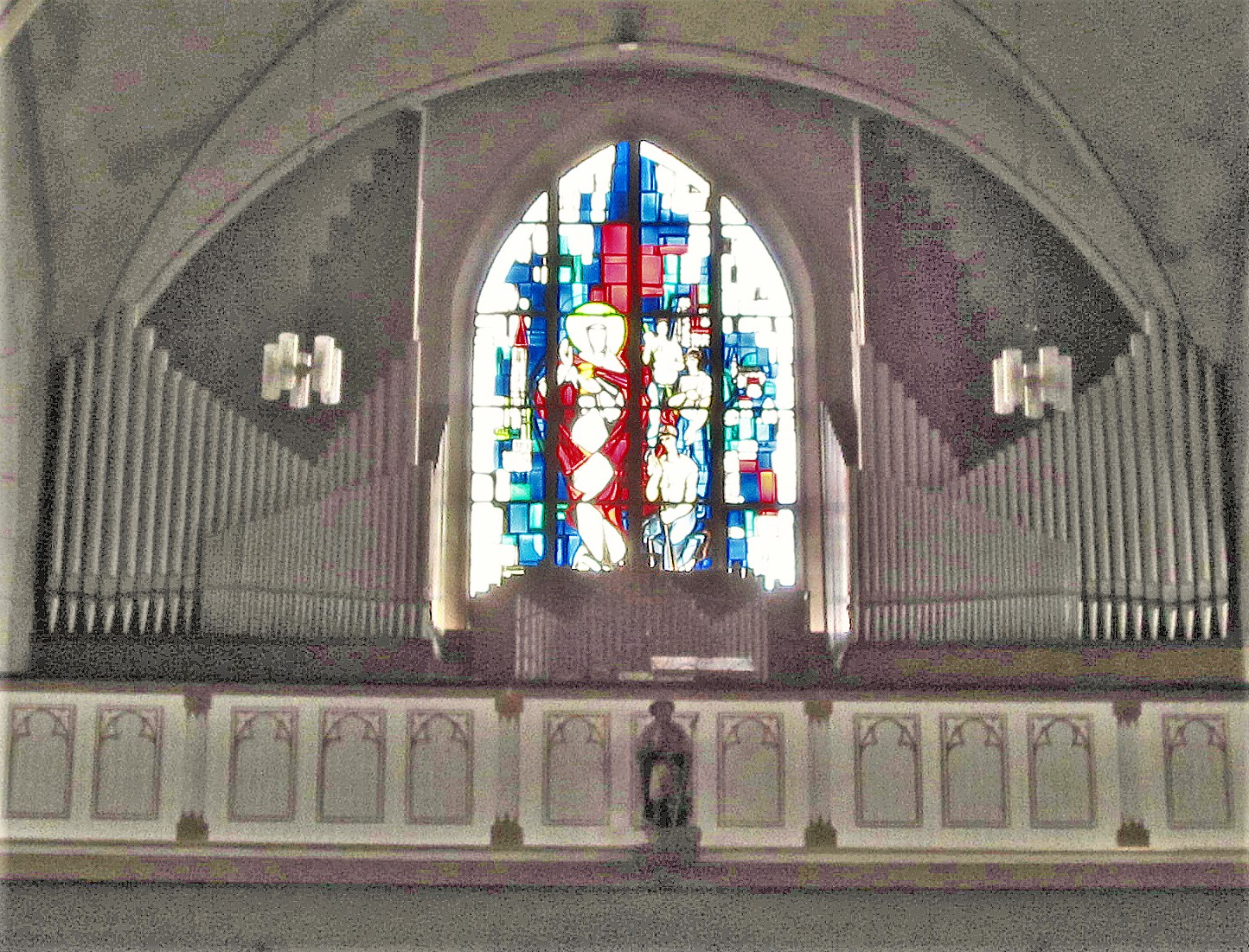
Prospekt der Sebald-Orgel

Die Orgel der Kirche, die auf einer Empore aufgestellt ist, wurde 1959 als Opus 75 von der Firma Sebald (Trier) erbaut. In den 1960er Jahren erfolgte die Versetzung des ursprünglichen Rückpositivs (III) von der Emporenbrüstung zwischen die beiden Hauptorgelteile, unterhalb des Emporenfensters. Das Kegelladen-Instrument verfügt über 33 Register, verteilt auf drei Manuale und Pedal.  Die Spiel- und Registertraktur ist elektropneumatisch. Die Disposition lautet wie folgt:
| I Hauptwerk C–g3 |               |     |
| 1.               | Gedacktpommer | 16′ |
| 2.               | Principal     | 8′  |
| 3.               | Quintade      | 8′  |
| 4.               | Salicional    | 8′  |
| 5.               | Oktave        | 4′  |
| 6.               | Nachthorn     | 4′  |
| 7.               | Oktave        | 2′  |
| 8.               | Mixtur 4-6f   |     |
| 9.               | Trompete      | 8′  |

| II Schwellwerk C–g3 |                   |        |
| 10.                 | Flötenprincipal   | 8′     |
| 11.                 | Gemshornschwebung | 8′     |
| 12.                 | Rohrflöte         | 8′     |
| 13.                 | Principal         | 4′     |
| 14.                 | Blockflöte        | 4′     |
| 15.                 | Quinte            | 2 ⁄3′  |
| 16.                 | Waldflöte         | 2′     |
| 17.                 | Terz              | 1 3⁄5′ |
| 18.                 | Scharf 4f         |        |
| 19.                 | Oboe              | 8′     |
|                     | Tremulant         |        |

| III Positiv C–g3 |                  |       |
| 20.              | Lieblich Gedackt | 8′    |
| 21.              | Schwegel         | 4′    |
| 22.              | Principal        | 2′    |
| 23.              | Nasat            | 1 ⁄3′ |
| 24.              | Terzcymbel 3f    |       |
| 25.              | Hohe Trompete    | 4′    |

| Pedal C–f1 |                 |     |
| 26.        | Principalbass   | 16′ |
| 27.        | Subbass         | 16′ |
| 28.        | Oktavbass       | 8′  |
| 29.        | Gedacktbass     | 8′  |
| 30.        | Choralbass      | 4′  |
| 31.        | Pedalflöte      | 4′  |
| 32.        | Rauschpfeife 3f |     |
| 33.        | Posaune         | 16′ |

- Koppeln:
  - Normalkoppeln: II/I, III/I, III/II, I/P, II/P, III/P
  - Suboktavkoppeln: II/I, III/I, III/II
- Spielhilfen: 2 freie Kombinationen, 2 freie automatische Pedalkombinationen (jeweils 1 für II und III), Tutti, Zungeneinzelabsteller

### Glocken
Im Jahr 1923 hat die Glockengießerei Otto aus Hemelingen/Bremen drei Bronzeglocken (e' – fis' – gis') für Saarwellingen/Schwarzenholz gegossen. Alle drei Glocken wurden im Zweiten Weltkrieg eingeschmolzen. Im Jahr 1953 goss die Saarlouiser Glockengießerei in Saarlouis-Fraulautern, die von Karl (III) Otto von der Glockengießerei Otto in Bremen-Hemelingen und dem Saarländer Alois Riewer 1953 gegründet worden war, für die Bartholomäus-Kirche vier Bronzeglocken. Sie ersetzen seit Juli 1953 die früheren Glocken, derer die Kirche in den Weltkriegen beraubt worden war. Dementsprechend lautet die Inschrift auf der größten Glocke: „Frieden hinterlasse ich Euch, meinen Frieden gebe ich Euch“. Das Geläut ist dem Herzen Jesu geweiht.
| Nr. | Nominal | Durchmesser (in mm) | Gewicht (in kg) | Gussjahr | Glockengießer    |
| --- | ------- | ------------------- | --------------- | -------- | ---------------- |
| 1   | h0      | 1666                | 2800            | 1953     | Saarlouiser      |
| 2   | cis1    | 1475                | 1900            | 1953     | Glockengießerei, |
| 3   | e1      | 1240                | 1200            | 1953     | Saarlouis-       |
| 4   | fis1    | 1105                | 800             | 1953     | Fraulautern      |

## Quelle
- Porträt und Geschichte der Kirche
- Seite über die Geschichte des Saarwellinger Ortsteils Schwarzenholz
- Institut für aktuelle Kunst im Saarland: Saarwellingen (Campus Nobel, Reisbach, Schwarzenholz, Wald), Katholische Kirchen. Abgerufen am 21. Dezember 2018.
- Bistum Trier: Errichtung der Pfarreiengemeinschaft Saarwellingen im Dekanat Saarlouis. Abgerufen am 21. Dezember 2018.